# Monte de Teso dos Bichos
O Teso dos Bichos é um montículo artificial de terra formado através do aterramento de uma área na Amazônia no período pré-cabralino (ou pré-colombiano), localizado no sítio arqueológico de Camutins na ilha de Marajó (estado do Pará), local onde haveria uma das mais elaboradas civilizações da Amazônia ancestral (indígenas marajoaras), ocupando 2,5 hectares.
Um teso é um pedaço de terra elevado construído para a habitação humana, para proteção em períodos de cheia dos rios (a maré alta), que inundavam durante vários meses algumas áreas da ilha de Marajó. Esses tesos foram erguidos pela cultura marajoara, uma sociedade de indígenas ceramistas e piscicultores que habitou a região aproximadamente entre os anos 500 e 1300 d.C. (antes da colonização portuguesa). Estes compreediiam a situação climática e topográfica da região e, souberam usar os recursos naturais no entorno para sobrevivência.
No sítio arqueológico de Camutins, que se estende por 10 km ao longo do rio Amazonas, foram identificados cerca de 30 tesos, onde o "Teso dos Bichos" é um dos exemplos mais conhecidos desse tipo de construção.

## Antropogênese
Uma das características marcantes da cultura Marajoara é o uso do "teso" (ou loma), grandes aterros artificiais com evidências de habitações. A grande escala dessas estruturas teria necessitado de uma quantidade de trabalho condizente com sociedades de organização complexa.
Estimou-se que a civilização responsável pela obra teria uma população de 500 mil pessoas. Os habitantes dessa civilização pertenceriam à sociedade étinica tuxaua, senhores da foz do rio Amazonas. Haveria divisão do trabalho entre homens e mulheres, uma dieta rica em proteína (animal e vegetal) e refrescos fermentados (como o aluá).

## Sedimentação fluvial
Em outubro de 2009, um grupo de geólogos propôs que os tesos poderiam ser estruturas em grande parte naturais, formados inicialmente por processos semelhantes à formação fluvial de montes, e assim aproveitados e expandidos por atividade humana em camadas mais superiores. Por terem necessitado de significativamente menos atividade humana para sua formação, representa não serem necessária uma sociedade muito complexa para sua criação. Essa teoria invalidaria parcialmente a existência de sociedades complexas na Amazônia. No entanto, arqueólogos responsáveis por escavações anteriores questionaram a metodologia da equipe, apontando colunas de sedimentos finas demais para averiguação da presença de artefatos e evidências de atividade humana despercebidas nas amostras, mas alguns admitem que essa nova teoria poderia contribuir para discussões acerca da falta de evidência de agricultura em larga escala na região - uma questão aberta de grande importância no estudo da sociedade marajoara.